# Sergio Santelli
Sergio Santelli (Roma, 1º luglio 1933 – Trieste, 24 ottobre 2015) è stato un calciatore italiano, di ruolo centrocampista.

## Carriera
Ala, ha disputato due campionati di Serie A con Torino e Triestina, totalizzando complessivamente 36 presenze e 13 reti. È l'autore dell'ultima rete finora realizzata dalla Triestina in massima serie, messa a segno nel pareggio esterno contro il Padova del 7 giugno 1959..
Ha inoltre collezionato 47 presenze e 14 reti in Serie B, sempre con Torino e Triestina. Con i granata si è aggiudicato il campionato 1959-1960, con i giuliani la Serie C 1961-1962.

## Palmarès

### Club

#### Competizioni nazionali
- Serie B: 1

Torino: 1959-1960
- Serie C: 1

Triestina: 1961-1962